# Lazzaro Tavarone
Lazzaro Tavarone (Genova, 1556 – 1640) è stato un pittore italiano.

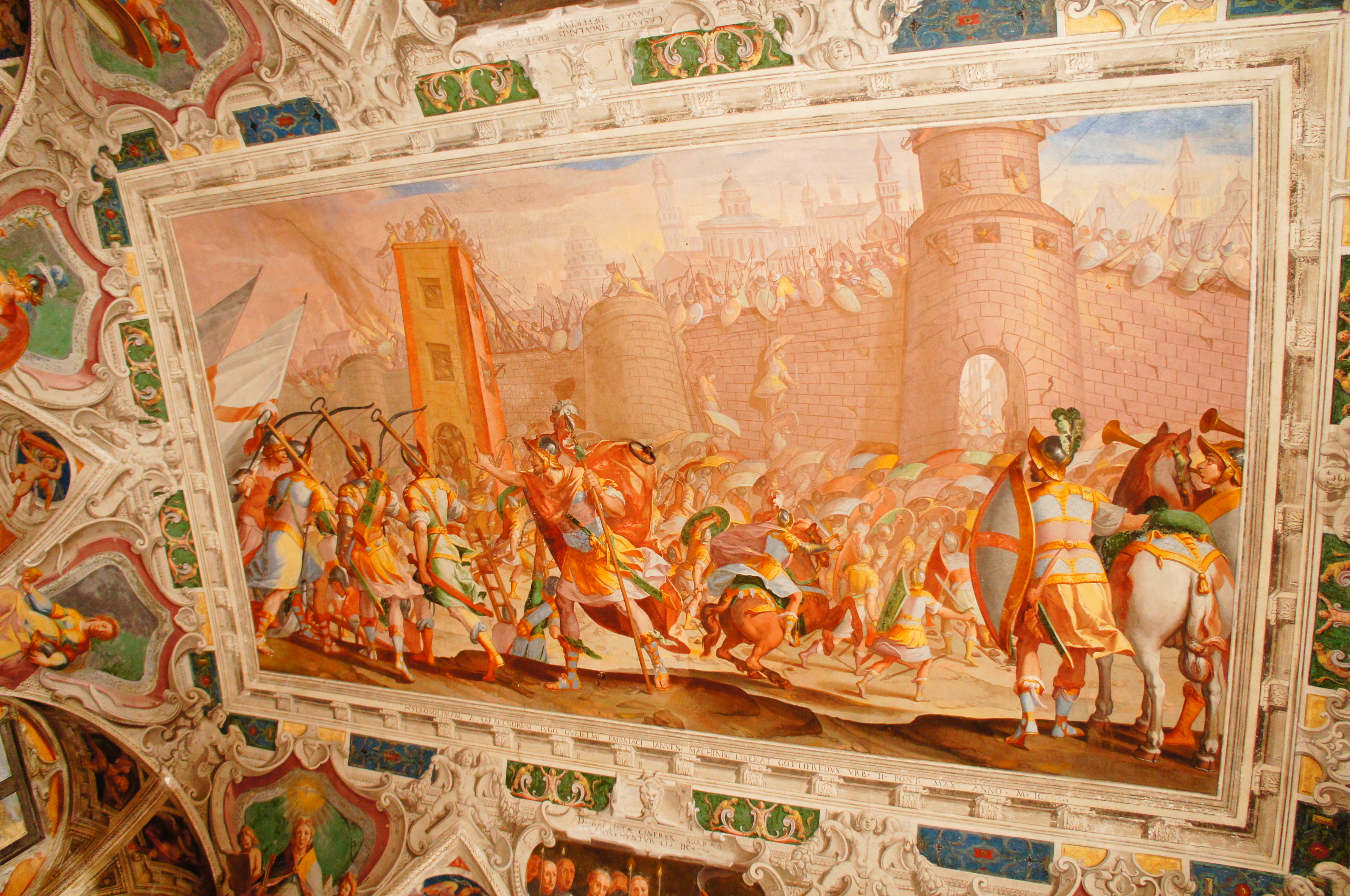
Affresco di Lazzaro Tavarone (Palazzo Cattaneo-Adorno di Genova) raffigurante l'Presa di Gerusalemme

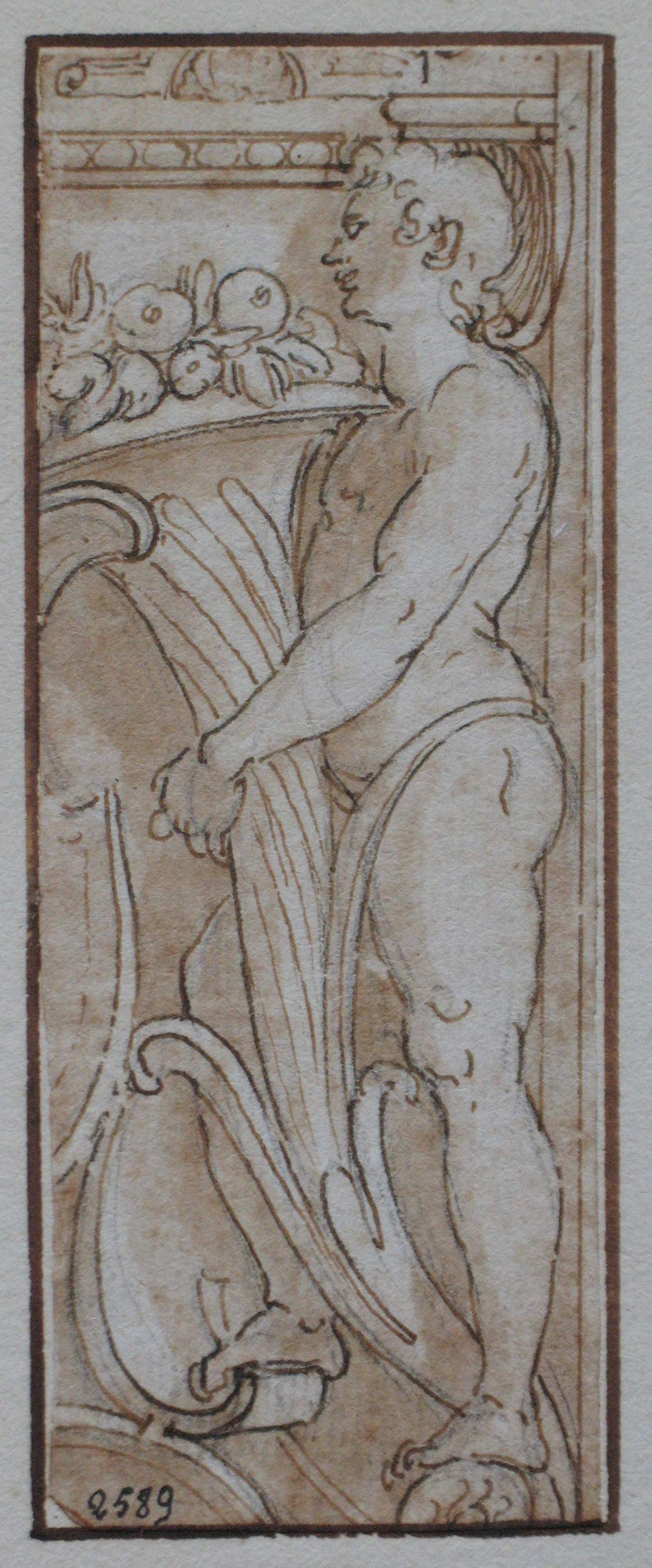
Lazzaro Tavarone, Giovane con cornucopia, Gabinetto Disegni e Stampe di Palazzo Rosso, Genova

Fu specialista in affreschi e combinò un proprio gusto anticonformista con la tradizione manierista dell'epoca in cui si trovò ad operare, il Seicento.

## Biografia
Discepolo di Luca Cambiaso, nel 1583 si recò con questi in Spagna a lavorare per Filippo II.
Alla morte del maestro, avvenuta nel 1585, lavorò agli appartamenti reali dell'Escorial (affreschi della Sala de las Batallas) insieme a Orazio, figlio del Cambiaso, a Fabrizio Castello e a Nicola Granello.
Giulio Spinola, in quel tempo ambasciatore presso Filippo II, gli chiese di realizzare la decorazione (1592) di Palazzo Spinola in Strada Nuova.
Fu poi Gianandrea Doria, da lui conosciuto a Madrid, che gli commissionò la decorazione a fresco della villa di Pegli, già appartenente ad Adamo Centurione, ereditata nel 1590.
Tra il 1606 e il 1608 decorò la facciata a mare del Palazzo San Giorgio, con una complessa iconografia imposta dai committenti.
Alla fine del primo decennio del Seicento iniziarono per lui le committenze religiose: nel 1612 dipinse gli affreschi della volta del nuovo presbiterio della basilica di Santa Maria delle Vigne: la Gloria di Maria, lo Sposalizio della Vergine, e la Circoncisione. Questi affreschi attestano un suo distacco dallo stile del Cambiaso, attraverso l'uso di inserti figurativi realistici e l'accentuazione degli elementi narrativi.
Nel 1614 realizzò ad Albaro la decorazione della Villa Paradiso di Giacomo Saluzzo; tale ciclo, molto apprezzato nell'opera del Soprani, presenta un programma decorativo ricco di figure allegoriche e denso di implicazioni concettuali, che si possono riscontrare ad esempio nella volta del salone con Alessandro Farnese alla conquista di Anversa.
È controversa la datazione del ciclo di affreschi di soggetto colombiano del palazzo di Francesco de Ferrari (oggi Palazzo Belimbau) di fronte alla basilica della Santissima Annunziata del Vastato.
È poi del 1615 il ciclo del palazzo Nicola Grimaldi in vico San Luca. A tale opera fece seguito la decorazione dei saloni dei due piani nobili del Palazzo Spinola di Pellicceria, eseguita su commissione del primo proprietario Francesco Grimaldi Cavalleroni.

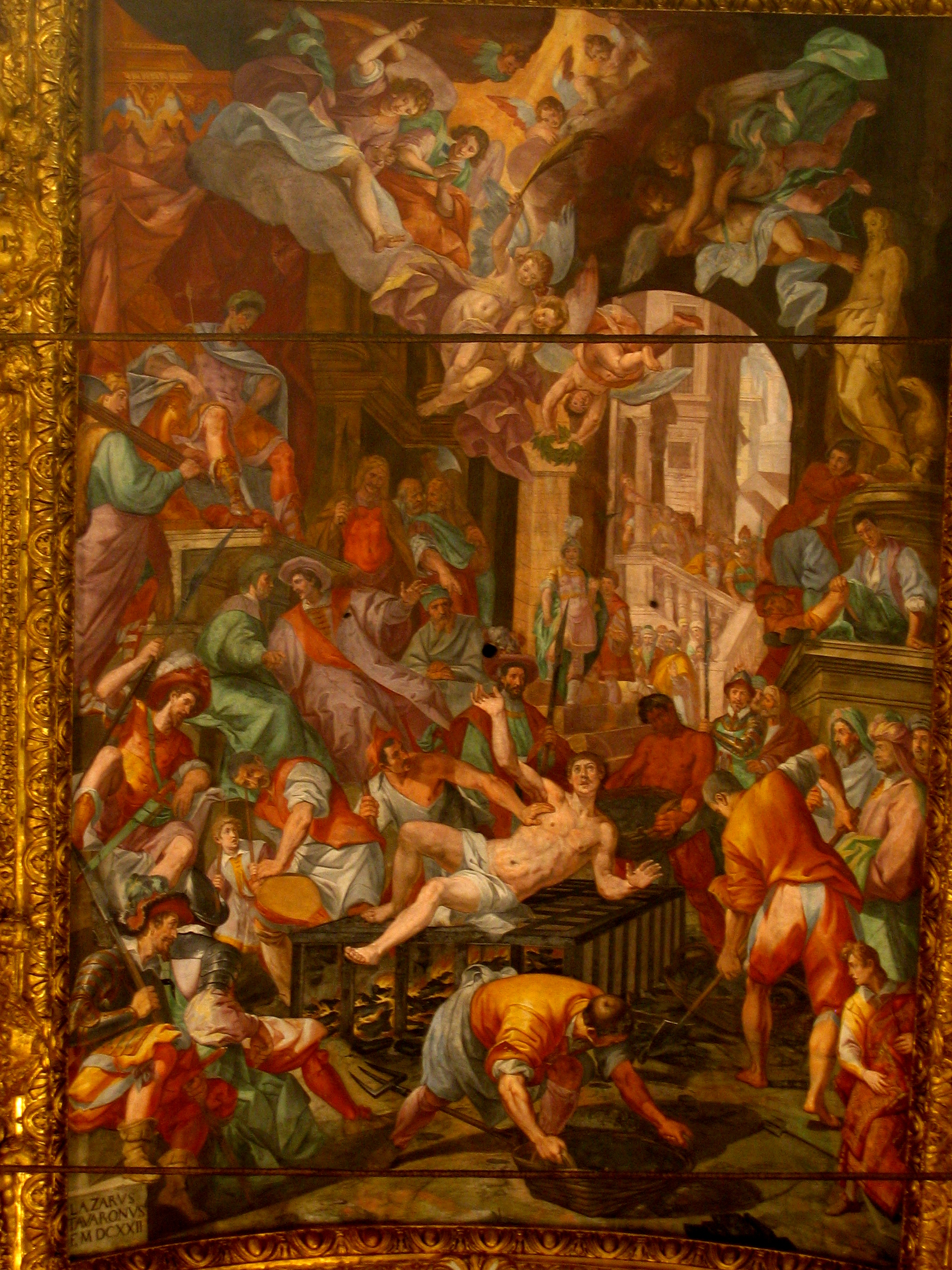
Lazzaro Tavarone, Il martirio di san Lorenzo, cattedrale di San Lorenzo

Furono eseguiti nel 1622 due affreschi nella cattedrale di San Lorenzo: nel catino absidale, il Giudizio di san Lorenzo martire, dove il santo che indica al prefetto Valeriano i poveri e nella volta del presbiterio, il Martirio di san Lorenzo.
Nel 1626 realizzò un grande affresco con l'Ultima Cena nell'Ospedale di Pammatone, che al momento della demolizione dello stesso fu staccato e collocato nella navata destra della cattedrale di San Lorenzo.
Tra il 1627 e il 1634 fu attivo, anche se stancamente, nell'oratorio della Confraternita dei Santi Nazario e Celso di Multedo, in forza di un impegno assunto nel 1604.
In passato gli venne attribuita una Madonna del Carmine e i Santi Lorenzo e Giovanni Battista, conservata nella basilica di Santa Maria di Nazareth a Sestri Levante, ma un restauro ha rivelato la firma di Francesco Merano (1619-1657).
La data della morte è posta dal Soprani nel 1641. Probabilmente, però, è da anticipare al 1640: infatti nel marzo di quell'anno fece il suo ultimo testamento in favore della nipote. Sembra poi che il 26 novembre 1640 fosse già morto, perché i suoi esecutori testamentari chiedono una proroga di sei mesi per la vendita della sua casa.

## Opere
- Cristo cade sotto la croce, olio su tela, 99x70, Palazzo Bianco, Genova[6]
- I soldati si dividono le spoglie di Cristo, olio su tela, 99x70, Palazzo Bianco, Genova[6]